# Haselbury Plucknett
Haselbury Plucknett è un villaggio e parrocchia civile dell'Inghilterra, appartenente alla contea del Somerset.